# دگرگونی زمان بدهی
دگرگونی زمان بدهی (به انگلیسی: Debt rescheduling) طولانی تر شدن زمان بازپرداخت بدهی، قرض یا بخشیدن بخشی از وام برای تاریخ مشخصی است.